# Biekchan Ozdojew
Biekchan Abdrachmanowicz Ozdojew (ros. Бекхан Абдрахманович Оздоев; ur. 15 maja 1993) – rosyjski zapaśnik pochodzenia inguskiego, startujący w stylu klasycznym. Zajął piąte miejsce na mistrzostwach świata w 2018. Srebrny medalista mistrzostw Europy w 2018 i piąty w 2014. Ósmy na igrzyskach europejskich w 2019. Mistrz Europy kadetów w 2010, trzeci na MŚ juniorów w 2013. Mistrz Rosji w 2014 i 2018; trzeci w 2015 i 2019 roku.